# Списак места Светске баштине на Кипру
Кипар има три заштићених локалитета која се налази на листи Светске баштине. Организација Уједињених нација за образовање, науку и културу (УНЕСKО) означава места Светске баштине од изузетне универзалне вредности за културну или природну баштину која су номиноване од стране земаља потписница Конвенције о Светској баштини УНЕСКО-а, установљене 1972. године. Културно наслеђе се састоји од споменика (као што су архитектонска дела, монументалне скулптуре или натписи), групе зграда и локалитета (укључујући археолошка налазишта). Природне карактеристике (које се састоје од физичких и биолошких формација), геолошке и физиографске формације (укључујући станишта угрожених врста животиња и биљака) и природни локалитети који су важни са становишта науке, очувања или природне лепоте, дефинишу се као природне наслеђе. Република Кипар је прихватила конвенцију 14. августа 1975. године, чиме су њена места постала прихватљива за укључивање на листу.
На Кипру се налазе три места Светске баштине, и сви су у категорији споменика културе. Прво место које је уписано било је Пафос 1980. године. Године 1985. на листу су уписане Осликане цркве на подручју Тродоса. Прва номинација укључивала је девет цркава, а додатна је укључена 2001. године. Најновије место које је додато на листу било је Хирокитија 1998. године (са мањом изменом граница заштите која је измењена 2012. године). Године 2010. сва три места на Кипру добила су статус појачане заштите од Комитета за заштиту културне имовине у случају оружаног конфликта. Поред тога, Кипар има и једанаест споменика на свом привременом списку, од којих је шест повезано са Тродоским офиолитом

## Локалитети
УНЕСКО наводи локалитете под десет критеријума; сваки унос мора да испуњава бар један од критеријума. Критеријуми од I до VI су културни, а од VII до X су природни.
| Име локалитета                     | Фотографија                                   | Округ Кипра        | Година уписа | Подаци УНЕСКО-а               | Опис |
| ---------------------------------- | --------------------------------------------- | ------------------ | ------------ | ----------------------------- | --- |
| Пафос                              | Шарен мозаик који приказује различите људе    | Пафос              | 1980.        | 79; iii, vi (култура)         | Обожавање пре-хеленских божанстава плодности на Кипру започело је у неолитском периоду (VI миленијум пре нове ере). Пафос је био место једног од најстаријих Миценских насеља. У XII веку пре нове ере, подигли су посвећени храм Афродити, богињи љубави и лепоте, која је, према класичној митологији, рођена на овом острву. Археолошко налазиште обухвата остатке вила, палата, тврђава и гробница укаљаних у камену са перистилом. Виле су биле богато украшене мозаичним подовима, са мотивима који представљају теме из митологије и свакодневног живота. Ови мозаички подови високог уметничког квалитета обухватају период од хеленистичког до византијског доба. |
| Осликане цркве на подручју Тродоса | Фреска у Педоуласу Константина и његове мајке | Лимасол и Никозија | 1985.        | 351bis; ii, iii, iv (култура) | Ово налазиште обухвата десет сеоских цркава и манастира изграђених у Тродосу од XI до XVI века. Цркве, као што су Панагија ту Арка и Црква Светог Николе Кровног, богато су украшене фрескама. Оне документују више од 500 година византијског и поствизантијског сликарства и служат као примери развоја стилова под међународним утицајима. Девет цркава је првобитно уписано 1985. године, једна црква је додата 2001. године, а додатна једна се разматра на привременом списку. |
| Хирокитија                         | Мале беле кружне кућице са равним кровом.     | Ларнака            | 1998.        | 848bis; ii, iii, iv (култура) | Хирокитија је једно од најважнијих праисторијских налазишта у источном Средоземљу. Насељавано је између VII и IV миленијума пре нове ере, у неолитском периоду. Насеље се састојало од кружних кућа изграђених од цигле и камена са равним крововима, а било је заштићено узастопним зидовима. Пољопривредно друштво било је ацерамично (без керамике). Међу налазима били су алати од кремена и костију, остаци животиња и биљака, камени посуду и антропоморфне фигурине од камена (једна од глине). Само део налазишта је ископан. Мања измена граница локалитета урађене су 2012. године.                                                                              |

## Тентативна листа
Поред локалитета уписаних на Листу светске баштине, државе чланице могу да одржавају листу пробних локација које могу да размотре за номинацију. Номинације за Листу светске баштине се прихватају само ако је локација претходно била наведена на тентативној листи Ажурирано: 2021., Кипар има девет локалитета на својој прелиминарној листи.
| Име локалитета                                              | Фотографија                                       | Округ Кипра | Година уписа | УНЕСКО критеријуми            | Опис |
| ----------------------------------------------------------- | ------------------------------------------------- | ----------- | ------------ | ----------------------------- | --- |
| Црква Панагија Хрисокурдалиотиса (Курдали)                  |                                                   | Никозија    | 2002.        | ii, iii, iv (култура)         | Црква Панагија Хрисокурдалиотиса са сликама из раног XVI века у итало-византијском стилу сматра се као продужетак Осликане цркве на подручју Тродоса |
| Сеоско насеље Фикарду                                       | Старе куће са црвеним крововима, брдо у позадини. | Никозија    | 2002.        | ii, iii, iv, v (култура)      | Село Фикарду је традиционално сеоско насеље у планинском окружењу. Очувало је архитектуру и карактеристике из XVIII и XIX века. |
| Матијатис Југ                                               |                                                   | Никозија    | 2002.        | (mixed)                       | Ово налазиште је део Тродоског офиолита, 90 милиона година старог изложеног фрагмента океанске коре који је изузетно добро очуван. Подручје је било важно рударско налазиште, што показују галерије и отвори из римског периода. |
| Кионија                                                     |                                                   | Никозија    | 2002.        | viii, ix (природа)            | Ово налазиште је део Тродоског офиолита. Кионија је пример комплекса листастих дијака који омогућава студије процеса ширања и хидротермалне измене океанске коре. |
| Хандрија                                                    |                                                   | Лимасол     | 2002.        | viii, ix (природа)            | Ово налазиште је део Тродоског офиолита. Хандрија показује магматске процесе у океанској кори, са постојањем малих вишеструких магмених комора на местима ширања и на гребенима. |
| Troodos, Планина Олимп                                      | Планина покривена снегом                          | Лимасол     | 2002.        | viii, ix (природа)            | Ово налазиште је део Тродоског офиолита. На планини Олимп, доњи део океанске коре и горњег мантла су добро изложени и могу се студирати и демонстрирати процеси доње коре и мантла |
| Малунта мост                                                |                                                   | Никозија    | 2002.        | viii, ix (природа)            | Ово налазиште је део Тродоског офиолита. На овом налазишту, испољени камен дуж зидова Кањона Акаки и његових притока даје одличне примере и лава и структура на врху океанске коре. |
| Клиру мост                                                  |                                                   | Никозија    | 2002.        | viii, ix (природа)            | Ово налазиште је део Тродоског офиолита и налази се у близини Малута моста. Оно пружа одличан пример како се дешава ширење морског дна са јатима дијака који показују упаде дијака унутар других дијака између лавиних слојева. |
| Агији Варнава и Иларион у Перистерони (Црква са пет купола) | Каменита црква са куполама и шпицом.              | Никозија    | 2004.        | ii, iii, iv (култура)         | Црква са пет купола Светог Варнаве и Светог Илариона. |
| Црква Панагија Ангелоктисти                                 | Каменита црква, предњи поглед.                    | Ларнака     | 2015.        | i, ii, iii, iv, vi (култура)  | Црква Панагија Ангелоктисти изграђена је у XI веку на рушевинама базилике из V века, а у наредним вековима додаване су капеле. Црква је важна због своје декорације, укључујући мозаик на зиду из VI века (једини такав мозаик који је очуван на Кипру), као и фреске из XI века и збирку икона. |
| Хала Султан Теке и Комплекс Соланских језера у Ларнаки      | Мечета у камену, минарет и светилиште испред.     | Ларнака     | 2016.        | iii, iv, vi, ix, x (мешовито) | Комплекс Соланских језера обухвата четири соланска језера и околна влажна подручја. Подручје је посебно важно као место за одмор и зимовање миграторних птица. Поред тога, соланска језера су се експлоатисала за добијање соли од римског доба до 20. века. Хала Султан Теке је важна џамија коју су изградили Османлије у 19. веку. Муслиманска традиција наводи да је ово било место сахране Умм Харам, која се придружила арапском нападу на Кипар и тамо је умрла 649. године нове ере. |